# Scientific Data
Scientific Data è una rivista scientifica ad accesso aperto, sottoposta a revisione paritaria e pubblicata dalla Nature Research a partire dal 2014.
Si concentra sulla descrizione di set di dati rilevanti per le scienze naturali, la medicina, l'ingegneria e le scienze sociali, che vengono forniti come dati leggibili da un computer e integrati da una narrazione orientata all'uomo. La rivista non è stata la prima a pubblicare data paper, ma è una delle poche riviste il cui contenuto è costituito principalmente da questo tipo di informazioni.
Gli abstract e gli articoli sono indicizzati da Index Medicus/MEDLINE/PubMed.
Secondo Web of Scoience, al 2025, ha avuto un fattore di impatto di 5,8 e uno a 5 anni pari a 8,9, posizionandosi nel primo quartile della categoria delle riviste scientifiche multidisciplinari. Al 2025 ha avuto un indice H pari a 142.